# جون مارسدن (لاعب كرة قدم)
جون مارسدن (بالإنجليزية: John Marsden)‏ هو لاعب كرة قدم بريطاني في مركز الهجوم، ولد في 9 ديسمبر 1992 في ليفربول في المملكة المتحدة. لعب مع ستوك سيتي وستوكبورت كونتي وشروزبري تاون وماكليسفيلد تاون ونادي آبريستويث تاون ونادي ريكسهام ونادي ساوثبورت ونادي سلتيك ونادي ليفربول ونادي لينكولن سيتي وهاميلتون أكاديميكال.

## وصلات خارجية
- جون مارسدن (لاعب كرة قدم) على موقع قاعدة بيانات كرة القدم.إي يو (الإنجليزية)
- جون مارسدن (لاعب كرة قدم) على موقع Soccerbase.com (لاعب) (الإنجليزية)
- جون مارسدن (لاعب كرة قدم) على موقع Soccerway.com (الإنجليزية)